# Omalur
Omalur é uma especial panchayat (vila) no distrito de Salem, no estado indiano de Tamil Nadu.